# Euthalia canescens
Euthalia canescens är en fjärilsart som beskrevs av Butler 1868. Euthalia canescens ingår i släktet Euthalia och familjen praktfjärilar. Inga underarter finns listade i Catalogue of Life.